# Bankovní záruka
Bankovní záruka je písemné prohlášení banky o uspokojení věřitele do výše určité peněžní částky podle obsahu záruční listiny, pokud dlužník nesplní svůj závazek nebo pokud nebudou splněny jiné podmínky stanovené v záruční listině.
V českém právním řádu je bankovní záruka od roku 2014 upravena občanským zákoníkem v § 2029 a následujících ustanoveních, a to jako finanční záruka, je-li výstavcem záruční listiny banka, zahraniční banka nebo spořitelní a úvěrní družstvo.

## Použití bankovní záruky
Bankovní záruku lze použít především pro snížení obchodního rizika a to jak v tuzemském, tak i mezinárodním obchodu. Použití bankovní záruky je ale širší. Bankovní záruku lze použít jako náhradu hotovosti při poskytování dražební jistoty, jistoty u veřejných zakázek, nebo soudní kauce.

## Poskytovatel záruky
Záruky může v České republice poskytovat banka s licencí udělenou Českou národní bankou (ČNB). Dále poskytují záruky pobočky zahraničních bank, které k tomu dostaly od ČNB povolení.

## Subjekty bankovní záruky a jejich vztahy

### Subjekty
Při poskytování záruky vystupují minimálně tři subjekty.
- Příjemce (beneficent)
- Příkazce
- Ručící banka (poskytovatel záruky)

Dalšími subjektem může být jiná banka. Jde o tak zvanou potvrzující banku (též avizující banka). V této roli nemusí vystupovat jen jedna banka, ale potvrzujících bank může být více.

### Vztahy
Vztahy jsou patrné z následujících schémat.

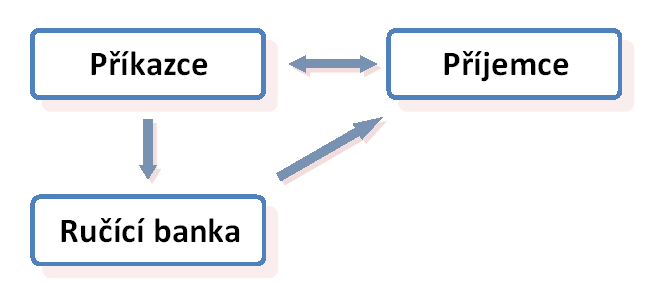
Trojúhelník příkazce – příjemce – ručící banka

Příkazce ↔ příjemce
obchodní smlouva
Příkazce → ručící banka
Smlouva o poskytnutí záruky
Ručící banka → příjemce
Vystavení záruční listiny, případně plnění od banky
V případě že byla použita i ručící banka, přibývají další vztahy:

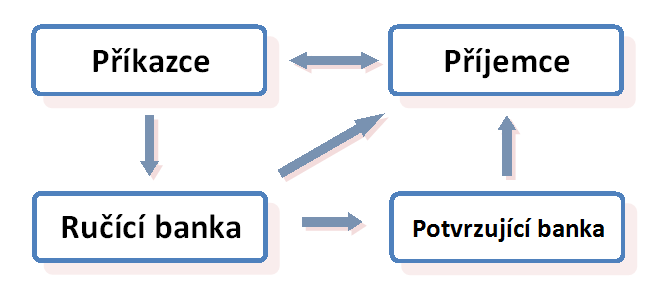
Schéma příkazce – příjemce – ručící banka – potvrzující banka

Ručící banka ↔ potvrzující banka
Informace o vystavení záruky
Potvrzující banka → příjemce
Informace o vystavení záruky ve prospěch příjemce, případně plnění

## Postup při plnění záruky
V případě, že dojde k plnění záruky, platí jej ručící banka příjemci. Příjemce má ale právo si vybrat a vyžadovat plnění od potvrzující banky. V takovém případě si následně potvrzující banka nárokuje plnění u ručící banky. Ručící banka dále postupuje stejně, jako by poskytla úvěr příkazci.

## Záruční listina
Základem bankovní záruky je tzv. záruční listina. Záruční listina má vždy písemnou podobu. Před vystavením záruční listiny musí být uzavřena smlouva mezi bankou a příkazcem.
Záruční listina obsahuje:
- jméno a adresu příjemce
- jméno a adresu příkazce
- ručitel záruky
- výši zaručené částky a její měnu
- podmínky vyplacení záruky
- dobu platnosti záruky

## Základní typy bankovních záruk
Existují dva základní typy bankovních záruk:
- platební záruky, jako záruka za zaplacení faktur, leasingových splátek, splacení úvěru, zaplacení směnky apod.
- neplatební záruky, mezi něž patří záruky za vrácení akontace, kauční záruky, jistota u veřejné zakázky a podobné.